# Kiedy umieram (film)
Kiedy umieram (ang.: As I Lay Dying) – amerykański film z 2013 w reżyserii i według scenariusza Jamesa Franco, będący ekranizacją powieści Williama Faulknera z 1930 o tym samym tytule.
Został zrealizowany w Canton (Missisipi) w czasie od 31 sierpnia do 5 października 2012.
Premiera miała miejsce 20 maja 2013 podczas 66. MFF w Cannes w sekcji Un Certain Regard.

## Obsada
- James Franco jako Darl Bundren
- Logan Marshall-Green jako Jewel Bundren
- Danny McBride jako Vernon Tull
- Tim Blake Nelson jako Anse Bundren
- Ahna O’Reilly jako Dewey Dell Bundren
- Beth Grant jako Addie Bundren
- Jim Parrack jako Cash Bundren
- Jesse Heiman jako Jody
- Scott Haze jako Skeet MacGowan